# Gwenview
Gwenview es un visor de imágenes para el entorno de escritorio KDE. El desarrollador que está a cargo de este proyecto actualmente es Aurélien Gâteau. La palabra “Gwen” significa “blanco” en el idioma bretón y es comúnmente usado como nombre de pila. Se encuentra dentro del paquete kdegraphics.

## Características
- Buscador de directorios.
- Visor de imágenes.
- Editor de comentarios en forma de metadatos.
- Vistas de miniaturas de las imágenes para el directorio actual.
- Uso de los plugins Kipi (KDE Image Plugins Interface) para la manipulación de imágenes.

## Versiones
Versión 2.x, liberado en enero de 2009, añade varias características nuevas, incluyendo:
- Soporte SVG
- Soporte de video
- Soporte de GIF
- Filtrado basado en tipo de archivo, patrón del nombre del archivo y fecha.

Las versiones correspondientes a 1.4.x son las últimas para la versión 3 de KDE, y actualmente el esfuerzo está concentrado en Gwenview 2.x, desarrollado para KDE 4 en la cual la interfaz ha sido rediseñada.